# Прахова Олена Адріянівна
Олена Адріянівна Прахова (9 грудня 1871, Рим, Королівство Італія — 10 січня 1948, Київ, Українська РСР, СРСР) — українська художниця-вишивальниця, старша донька Адріяна Вікторовича та Емілії Львівни Прахових.

## Біографія
Народилася 9 грудня 1871 року в Римі. В 1899 році закінчила Києво-Печерську жіночу гімназію зі званням домашньої вчительки.
Навчалася акварельного малярства у Вільгельма Котарбінського.
У 1934 році разом з майстринями «прахоського» пункту Зовнішторгу створила шість альбомів українських вишивок за музейними зразками.

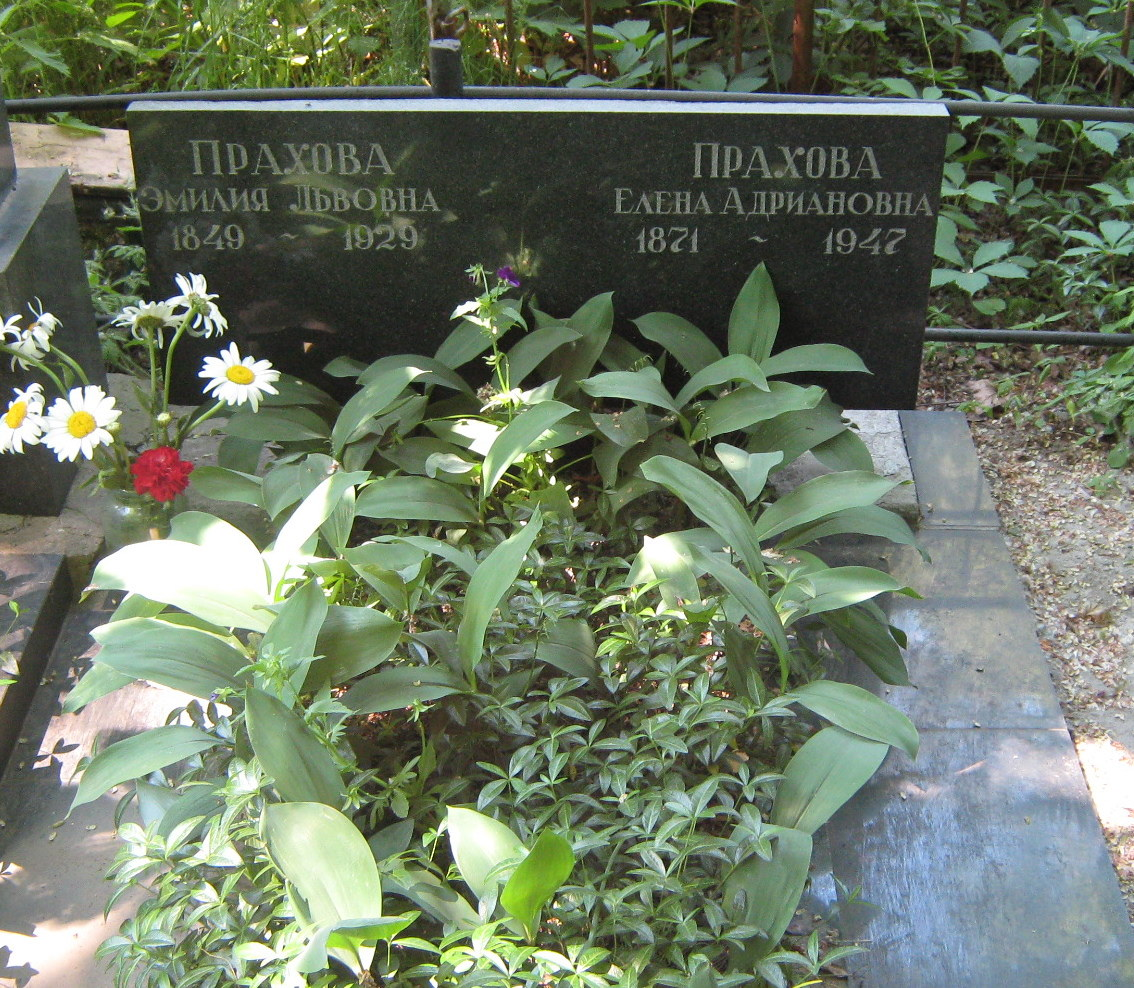
Могила Емілії і Олени Прахових на Лук'янівському цвинтарі

Померла 10 січня 1948 року в Києві. Похована в Києві на Лук'янівському цвинтарі (ділянка № 25, ряд 11, місце 27).

## Творчість
Володіла технікою лицьового шитва, використовувала плоский шов, або «малювання голкою». Найвідоміші роботи:
- «Богоматір», «Свята Ольга» (1897), «Свята Варвара» (1898) — за ескізами М. Нестерова;
- «Свята велика княгиня Євдокія» (1894, Москва, будинок-музей В. М. Васнєцова), «Ангел», «Плащаниця» (1896—1897), «Архангел Михаїл» та «Архангел Гавриїл» (1899) — за картинами В. Васнецова.

Виконана для Володимирського собору «Плащаниця» зберігається в Києво-Печерській лаврі.

## Образ
З Олени Андріанівни неодноразово малювали і писали М. Нестеров, М. Врубель, В. Васнецов та інші.

## Увіковічнення пам'яті
В Києві є Вулиця Сім'ї Прахових

## Галерея

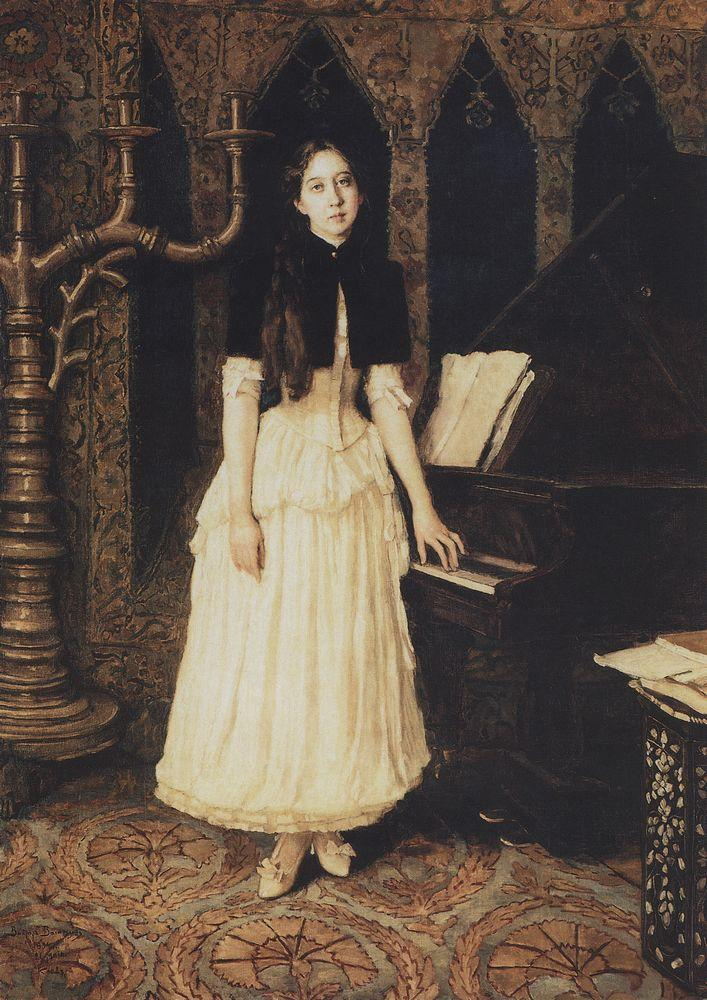
Васнєцов. Портрет Олени Прахової, 1894
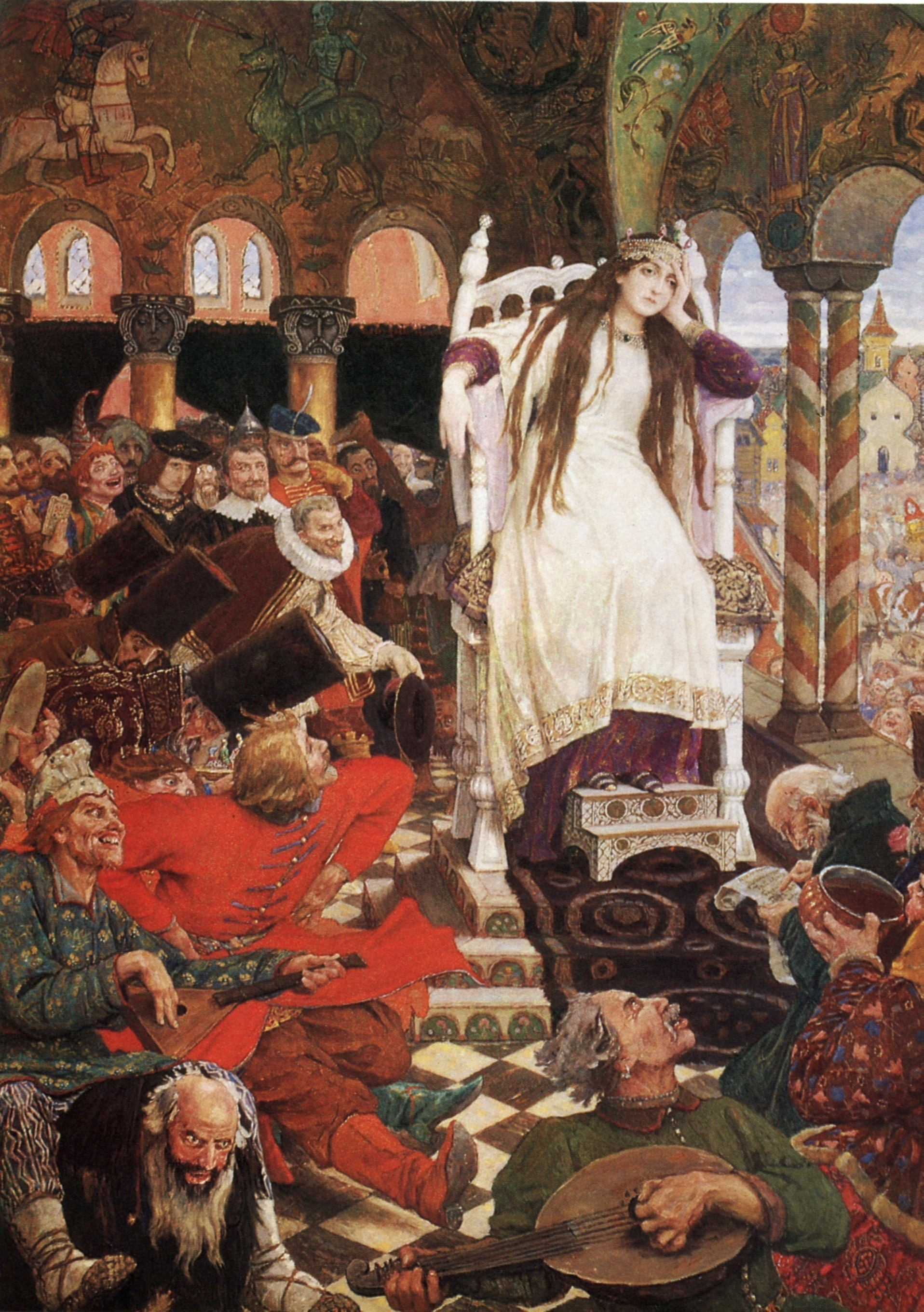
Васнєцов. «Царівна Несміяна»
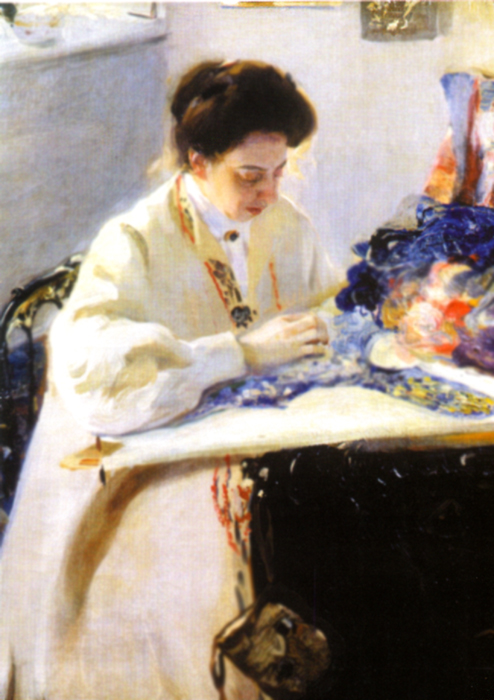
Олександр Мурашко. Олена Прахова
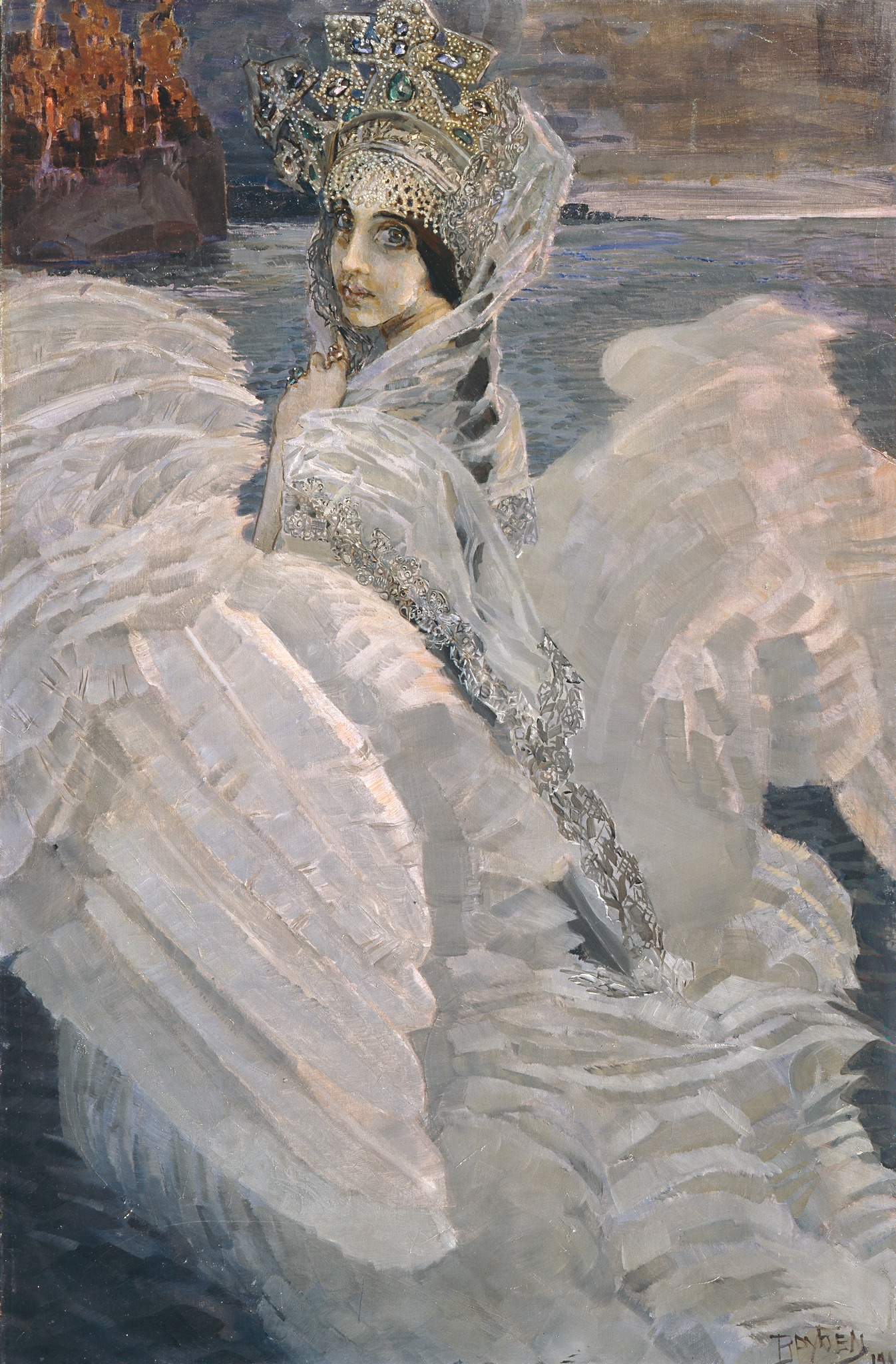
Врубель. «Царівна-Лебідь»
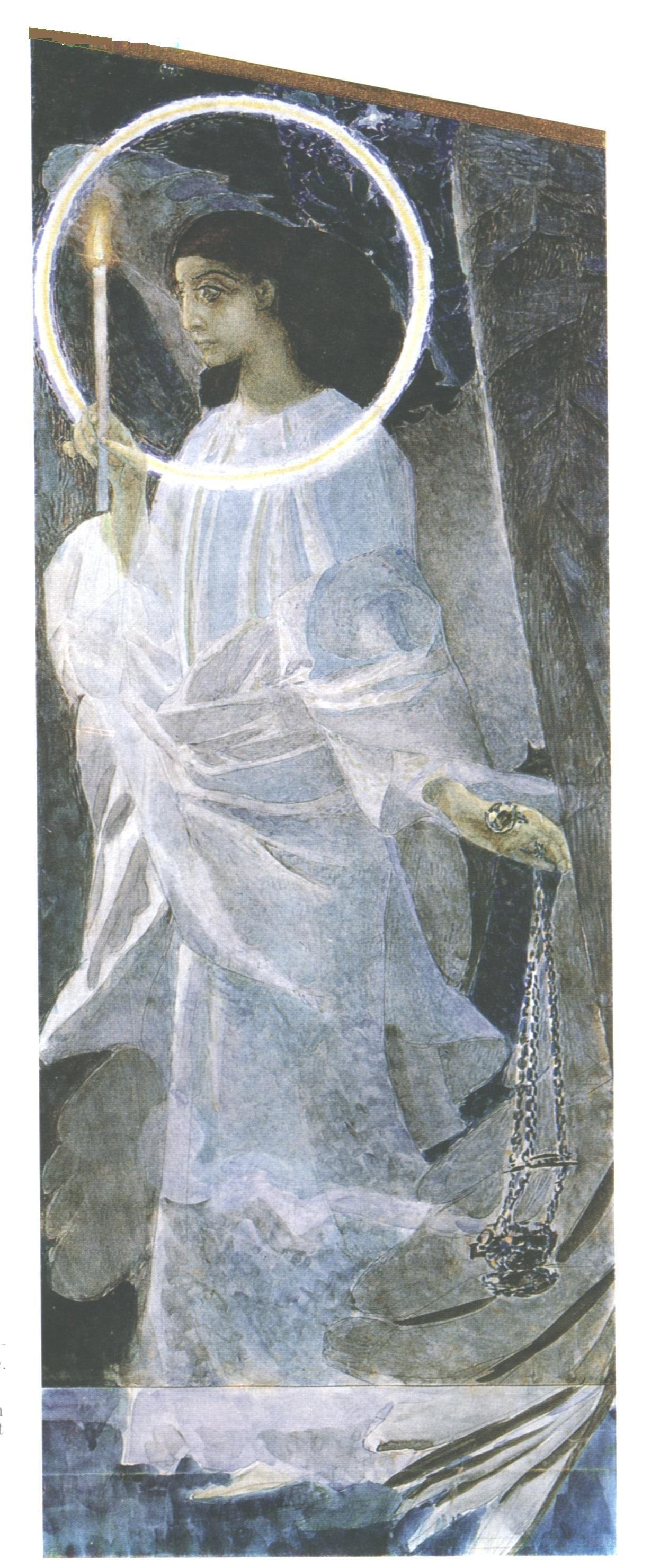
Врубель. Янгол з кадилом і свічкою
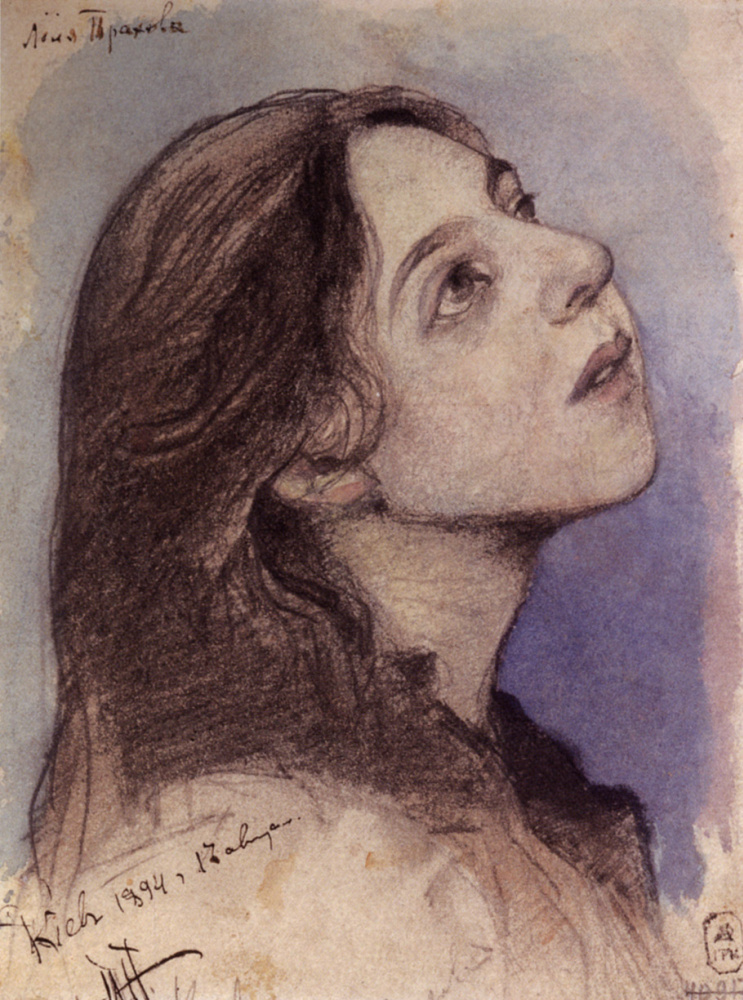
Нестеров. Льоля Прахова. Ескиз для «Святої Варвари»
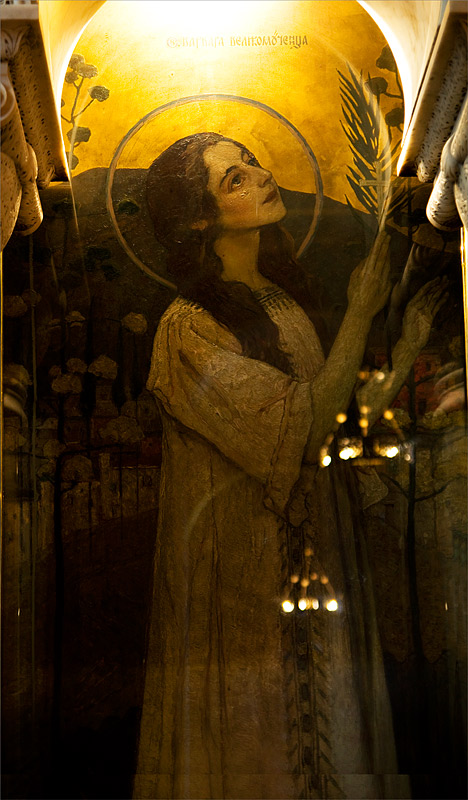
Нестеров. «Свята Варвара» в Володимирському соборі, Київ
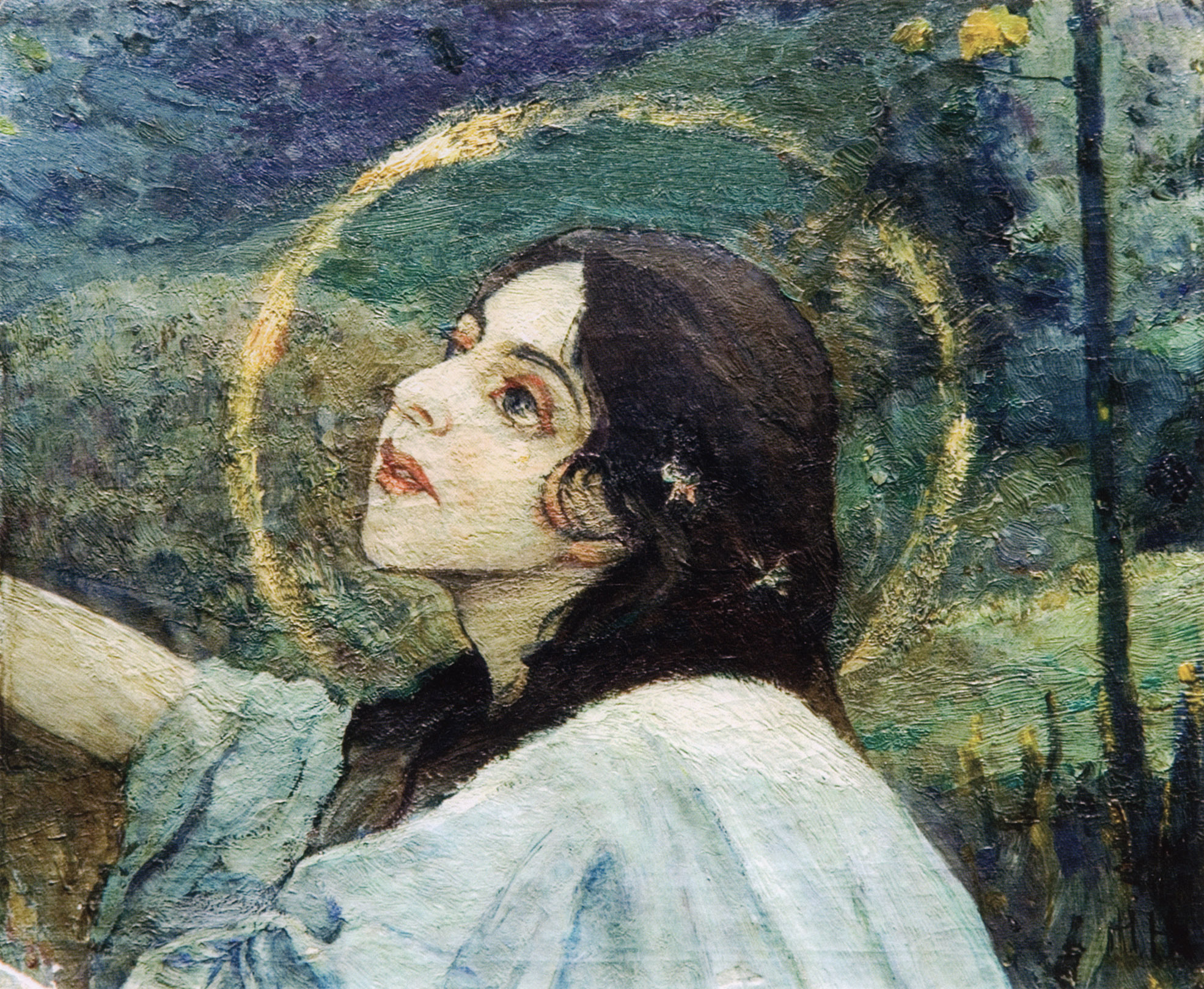
Вцілілий фрагмент «Дива» з головою святої Варвари
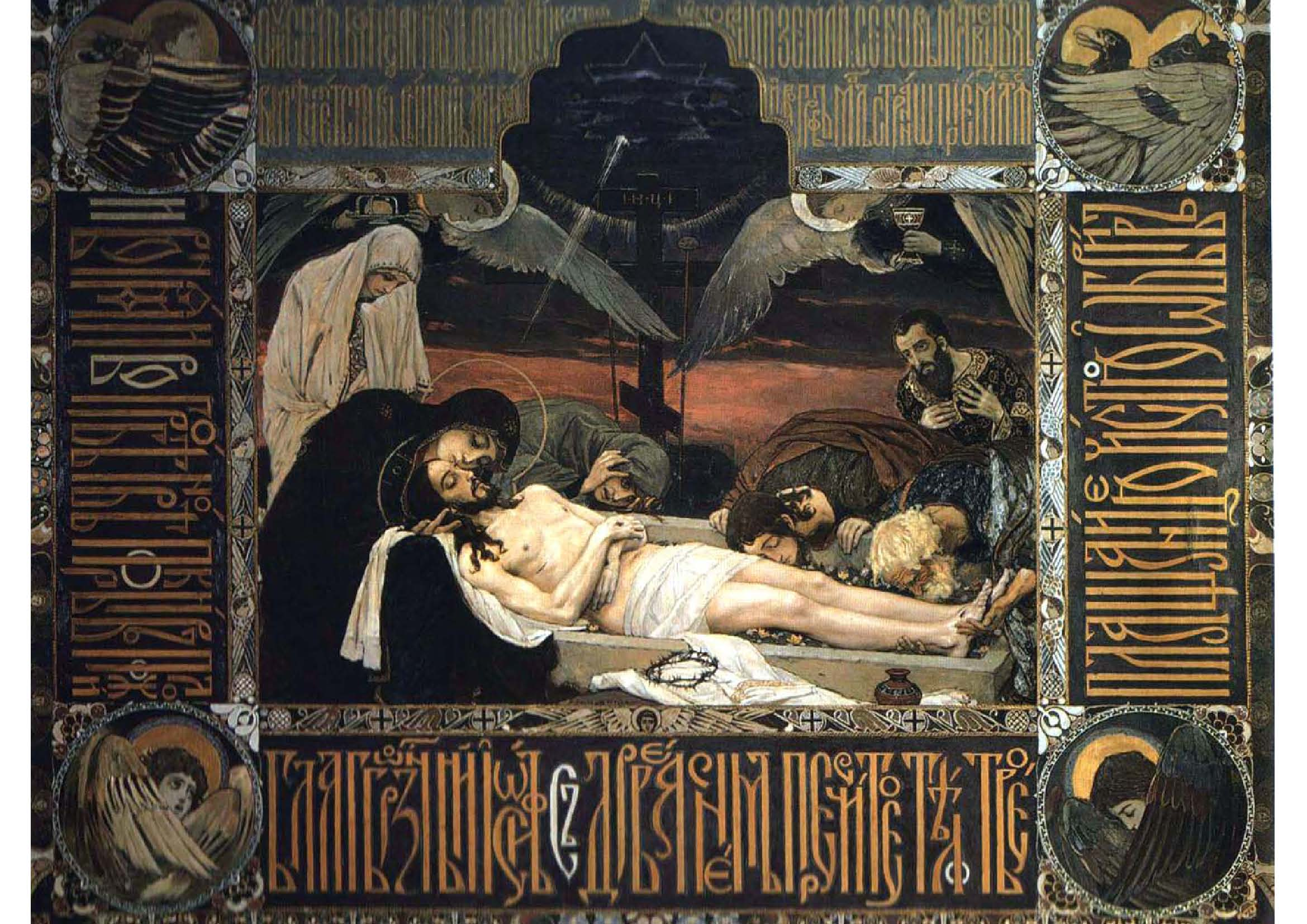
В. Васнєцов. Плащаниця для Володимирського собору в Києві, 1901
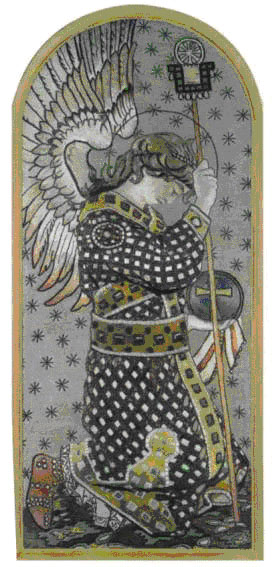
Архангел. Вишивка Олени Прахової по малюнку Васнєцова, 1892